# Molières-Cavaillac
Molières-Cavaillac település Franciaországban, Gard megyében. Lakosainak száma 903 fő (2022. január 1.). Molières-Cavaillac Montdardier, Arre, Avèze, Bez-et-Esparon, Pommiers és Bréau-Mars községekkel határos.

## Népesség
A település népességének változása:
| Lakosok száma | 358  | 617  | 705  | 949  | 929  | 937  | 938  | 924  | 912  | 903  |
|               | 1968 | 1982 | 1990 | 2006 | 2013 | 2015 | 2017 | 2019 | 2020 | 2022 |